# Mihael Lutar
Mihael Lutar (madžarsko Luttár Mihály) nižji plemič, ki je živel v Medžimurju (prekmursko Medmürje), ampak verjetno, da je izviral iz Slovenske okrogline (Prekmurje in Porabje), ker tam, predvsem v Sebeborcih zelo važnjo ime je Lutar. Pri Legradu je stanoval v eni kuriji. Ko je István Bánffy madžarski državni sodnik (to je eno glavno dostojanstvo je bilo na Ogrskem) umrl, Lutar je dobil njegov dnevnik. Družina Bánffy je imela posestva v okolici Dolnje Lendave. Bánffy v dnevniku je pisal v latinščini in madžarščini, in to je nadaljeval tudi Lutar. Pisal je zapiske o družini Bánffy in tudi o njegovi družini o. leta 1650-1651.